# Ghiacciaio Nye
Il ghiacciaio Nye è un ghiacciaio situato sulla costa di Loubet, nella parte occidentale della Terra di Graham, in Antartide. Il ghiacciaio, il cui punto più alto si trova 810 m s.l.m., si trova in particolare sulla penisola Arrowsmith e fluisce verso sud-ovest fino ad entrare nella baia di Whistling.

## Storia
Il ghiacciaio Nye è stato mappato dal British Antarctic Survey, che all'epoca si chiamava ancora Falkland Islands and Dependencies Survey, grazie a fotografie aeree scattate durante varie spedizioni effettuate dalla stessa agenzia tra il 1948 e il 1959 ed è stato poi così battezzato dal Comitato britannico per i toponimi antartici in onore di John F. Nye, fisico e glaciologo inglese che diede importanti contributi allo studio del flusso dei ghiacciai e delle calotte polari.